# Duc de Sparte

Armoiries du diadoque de Grèce.

Duc de Sparte (en grec moderne : Δούκας της Σπάρτης / Doúkas tis Spártis) est un titre créé, en 1868, par le roi des Hellènes Georges Ier à l'attention de son fils aîné, le prince héritier Constantin. L'attribution du titre de duc de Sparte soulève néanmoins une importante polémique, qui conduit les héritiers du trône à l'utiliser principalement lors de leurs déplacements à l'étranger, et à lui préférer le titre de diadoque en Grèce même.

## Controverse entourant le titre
L'article 3 de la constitution grecque de 1864 (qui reprend l'esprit de l'article 33 de la constitution de 1844) interdit la concession de titres de noblesse en Grèce. C'est la raison pour laquelle la création du titre de duc de Sparte par un décret du roi Georges Ier de Grèce donne lieu à une importante polémique lors de sa création. Toutefois, le Parlement hellénique reconnaît finalement la légalité du titre en sa séance du 17 septembre 1868.
Dans ses mémoires, le prince Nicolas de Grèce, troisième fils du roi des Hellènes, explique quant à lui :

« En Grèce même, le titre de duc de Sparte n'a jamais été donné au prince héritier. À l'époque où ce titre a été conféré à l'héritier du trône, de sérieuses objections ont été soulevées, sous le prétexte que le mot « duc » n'est pas grec mais étranger et rappelle, en outre, l'haïssable période durant laquelle les Latins, après la prise de Constantinople en 1203 et la conquête subséquente de la Grèce, ont occupé le pays pendant deux cents ans. »

## Liste des titulaires
Le titre a été porté par :
- Constantin Ier entre 1884 et 1913 ;
- Georges II entre 1913 et 1917 puis de nouveau entre 1920 et 1922 ;
- Constantin II entre 1947 et 1964 ;
- Paul de Grèce depuis 1967 (titre de courtoisie depuis 1973).

## Sources
- (el) Ιωάννης Παγουλάτος, « Δούκας της Σπάρτης εναντίον Συντάγματος της Ελλάδας », HuffPost,‎ 19 août 2018 (lire en ligne).